# 松尾寺 (香川県琴平町)
松尾寺（まつおじ）は、香川県仲多度郡琴平町にある高野山真言宗の寺院。山号は象頭山。院号は普門院。本尊は釈迦如来で、新四国曼荼羅霊場第16番札所。
ご詠歌：みあぐれば　心もきよき　象頭山　金の御幣に　神ぞまします

## 歴史

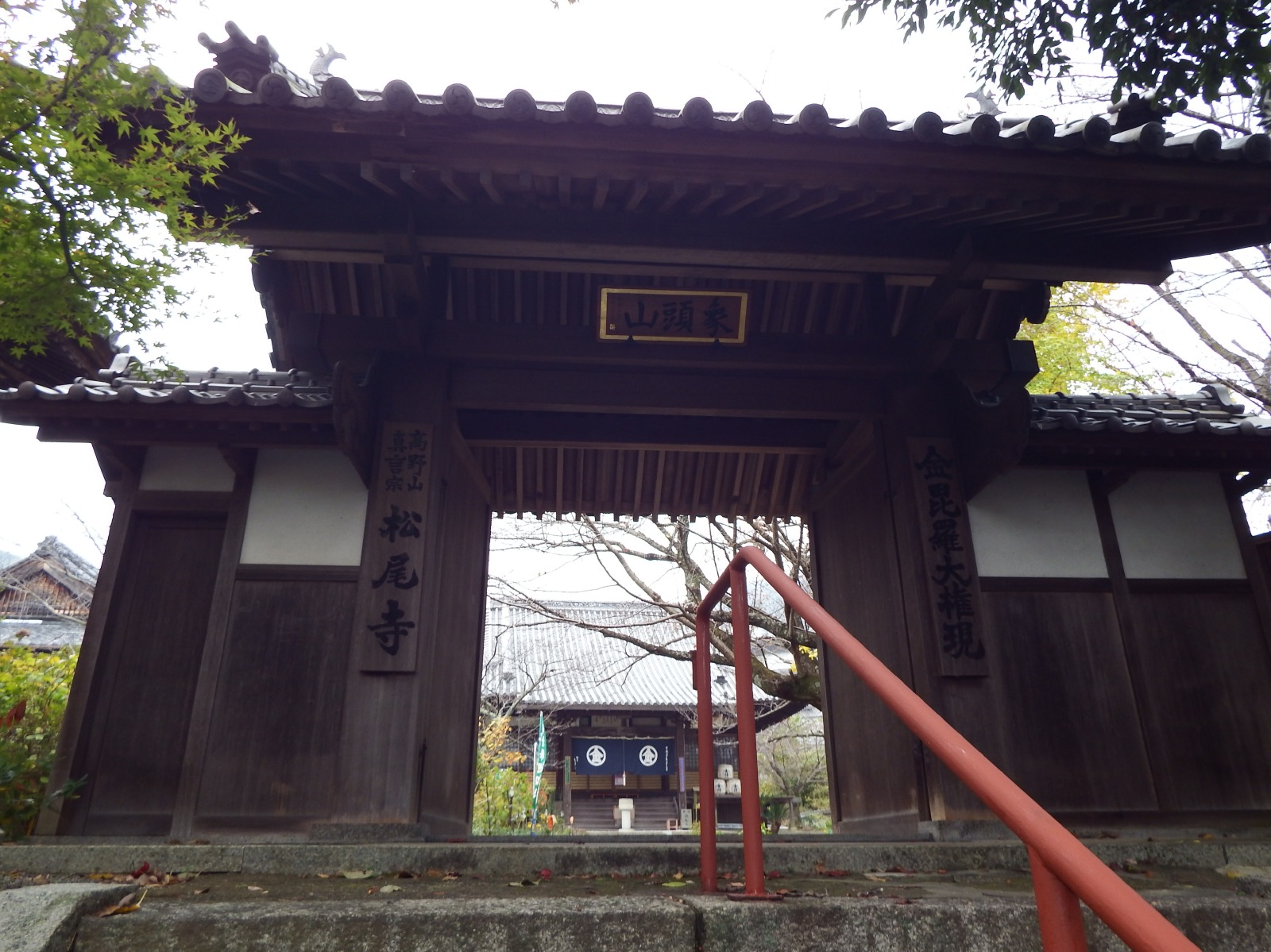
山門

象頭山松尾寺の縁起によれば、大宝年間に修験道の役小角（神変大菩薩）が象頭山に登った際に天竺霊鷲山に住する護法善神金毘羅（クンビーラ）の神験に遭ったのが開山の縁起との伝承から、これが金毘羅権現になったとする。
だが、長曽我部による讃岐国侵攻で多くの古い記録が焼失し金毘羅大権現の記録があるのは近世以降である。それまで松尾寺は現在の本宮の場所に十一面観音菩薩立像が本尊の本堂があり、守護神である三十番神の堂が左奥にあった。善通寺で修行をし長尾城城主の弟である宥雅は、当地の一角にあった善通寺の塔頭である称名院に入り、松尾寺金光院を創立し院主となり、1573年（元亀4年）には現在の四段坂の下の北側に金毘羅堂（金毘羅王赤如神御宝殿）を建立し、新たな守護神として金毘羅神を勧請し金毘羅権現として祀り、金光院はその別当になる。 その後、1579年（天正7年）長宗我部元親が当山を讃岐の宗教上の拠点にしようと侵入してくると長尾一族のため政敵になっていた宥雅が堺に亡命するや長曽我部は配下であり土佐の修験者である宥厳を院主に据え、1584年（天正12年）には仁王門（現・賢木門）を建立するなど寄進をした。しかし、秀吉軍との戦いで5年ほどで長曽我部勢力は讃岐から撤退することとなる。元親は1600年宥厳を土佐に呼び戻し、後を継いだ弟子で高野山の僧であった宥盛が院主となり金毘羅権現の信仰を広め隆盛し、後発の塔頭だった金光院が全山を支配するようになる。そして、境内は大きく整備され、薬師如来像が鎮座していた金毘羅堂は行者堂となり、その薬師如来像のために新たに現旭社の場所に薬師堂が造られ、寺院本尊だった観音像は本堂脇に造られた観音堂に移され、本堂は神社形式で金毘羅権現を祀る本社となり、本坊に護摩堂と弘法大師堂を建立して祈祷寺の要素も導入した。1606年宥盛は自らの像を作って本殿脇に祀り1613年突如として消え天狗になったと云われた。京都の僧澄禅が1653年（承応2年）に四国巡拝した日記には、秘仏金毘羅大権現の本社があり、その左側に十一面観音の頭の10面像が外された聖観音像（千手観音の眷属の二十八部衆の23番目に金毘羅がいることから本地として千手観音でなければ都合が悪かったので、千の手が外された聖観音像とした）として祀られる観音堂が建ち、その後ろ堂には不動明王と毘沙門天を脇仏として配した法衣長頭襟姿の宥盛像が祀られていたと記されている。さらに1813年（文化10年）には薬師堂が当山で最大の建物となる金堂として二万両の寄進により建て直され、立派な薬師如来と薬師十二神将を見える形での金毘羅大権現として、金毘羅大権現の本社、宥盛像とともに信仰の対象とされ隆盛した。そして、日本一社として分霊はご法度としても金毘羅信仰に熱心な全国の有力者によって各地に分祀され金毘羅権現社ができていった。
明治元年（1868年）のとき象頭山金毘羅大権現は神仏習合の社で別当の松尾寺金光院と塔頭の神護院・尊勝院・萬福院・真光院・普門院があったが山内を取り仕切っていたのは金光院19代院主宥常であった。明治新政府の神仏分離は当山も包み込むことになり、宥常は5つの塔頭の院主ら幹部を集めた協議をし、その結果は金毘羅はもと天竺の神で此山に飛来して給ふたもので日本の神々とは関係ない故に神仏分離の対象にはあたらないので従来のままの祀り方でとの方針が決定、それを陳情するため宥常らは京に上ったが、京都の寺々の惨状を目の当たりにして政府の方針である神仏混淆の禁止・社僧に還俗を命ずることをしなければ御山を維持できないことを確信し、帰山してからは次々と変革を断行していった。その結果、金毘羅大権現が鎮座してから付けられた山号であった象頭山から琴平山へ、村名は金毘羅村から琴平村へ、社名は変遷のゆえ金毘羅大権現から金刀比羅宮へと変え、主祭神の名は大物主神と定め、相殿に崇徳天皇を祀り、普門院を除く松尾寺金光院と4つの塔頭はすべて廃寺とし所有物は全て神社へ移行することとなり、多くあった仏式の堂や祠は神式の摂社となったり取り壊され、仏像仏具経典は、現在の宝物館に残されている十一面観音（重文）や護摩堂の不動明王などの他は売却され、残ったものは焼却された。なお、観音堂後堂に祀られていた宥盛像は他の物と一緒に焼却されたとも、奥社で今も祀られているとも云われている。しかし、いち早く当寺に移された南北朝の弘法大師像（県文化財）の他は、かろうじて持ち出せた室町期の金毘羅権現像（当寺住職はこれが本社本尊と主張している）および前立金毘羅権現、鎌倉期の釈迦如来像（当寺本尊）、愛染明王像、江戸後期の釈迦涅槃図（縦320×横756cm）などが普門院松尾寺である当寺に奉安されている｡
ところで、普門院の院主宥暁と尊勝院院主は最後まで神仏分離に反対しており、また、普門院は大門（元仁王門）の外にあり檀家の葬儀を執り行っていたため存続を認められ、明治３年仁和寺末寺となり、明治5年院主宥暁と弟子2名ともに、現在は金刀比羅本教総本部になっている場所から、金光院の別荘のあった現在地に普門院松尾寺として移動し、その後、共に出た宥音（宥智は早世）が明治7年に22世松尾寺住職となり、次には宥尭が23世となり法灯を継承していった。

## 境内

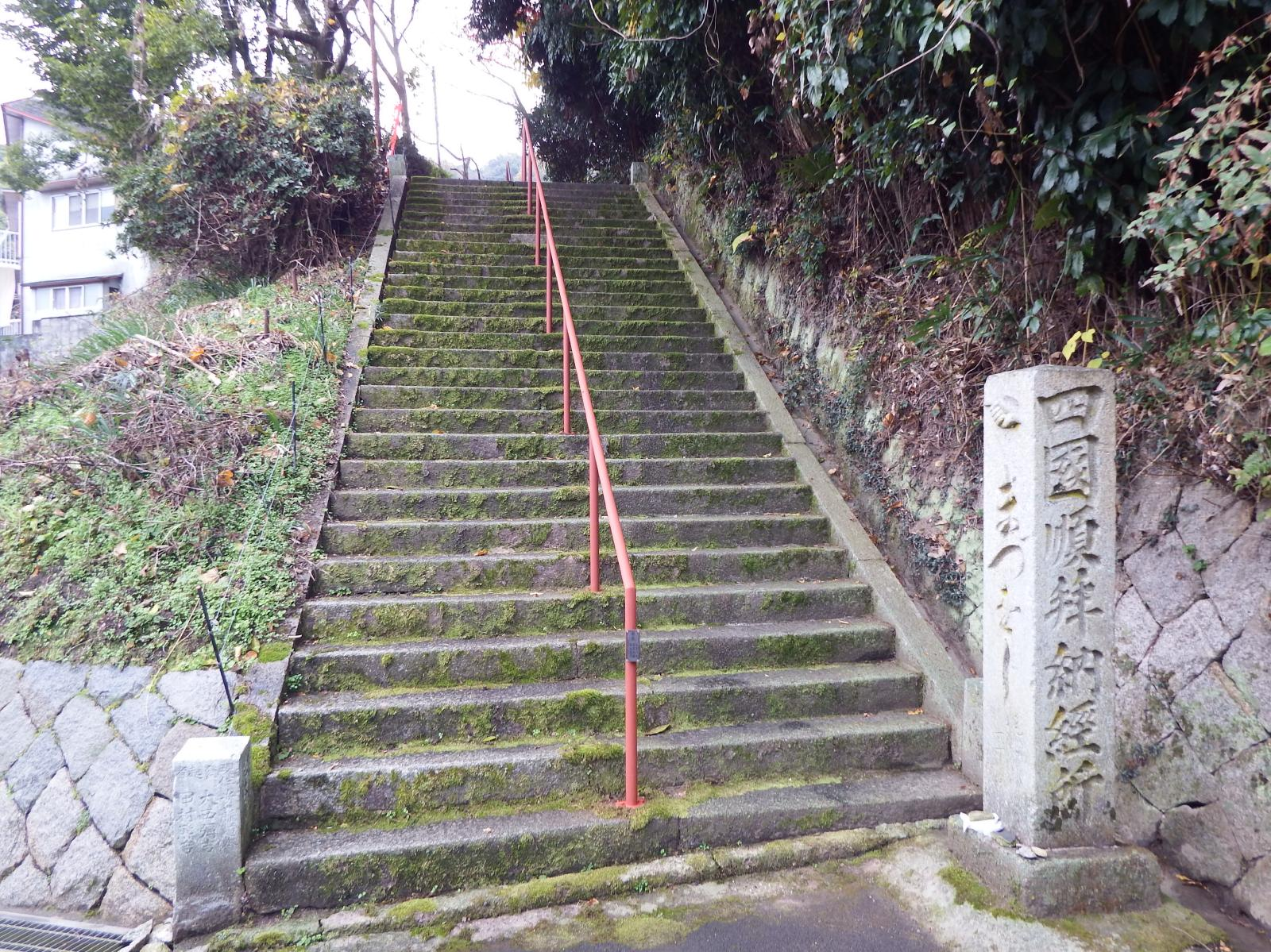
柱には明治17年6月と

- 山門
- 本堂
- 鐘楼堂
- 庫裡

## 文化財
県指定有形文化財
- 木造弘法大師座像　附:像内の納入品：1319年（文保3年）作、桧材、寄木造り玉眼彩色。1604年大師堂を金光院本坊内に造ったとき善福寺（廃寺）より着色修繕後に遷座したもの。平成21年3月31日指定
- 木造五輪塔 1基　附:納入文書 1通 ：大師像の胎内からでてきたもので、宥盛の逆修塔で、文書も宥盛により書かれ慶長9年（1604年）甲辰3月21日の日付がある。平成21年3月31日指定

## 所在地
- 香川県仲多度郡琴平町字川西973番地

## 前後の札所
新四国曼荼羅霊場
15番 顕正寺 ---- 16番 松尾寺 ---- 17番 仏母院